# Antonio Flores Jijón
Juan Antonio María Flores y Jijón de Vivanco (Quito, 23 ottobre 1833 – Ginevra, 30 agosto 1915) è stato un politico ecuadoriano.
È stato Presidente dell'Ecuador dal 17 agosto 1888 al 10 giugno 1892.